# Gorgias von Leontinoi
Gorgias von Leontinoi (altgriechisch Γοργίας Gorgías; * zwischen 490 und 485 v. Chr. in Leontinoi; † wohl frühestens 396 v. Chr.) war ein griechischer Rhetor, Rhetoriklehrer und Philosoph. Er wurde schon in der Antike mitunter zu den Sophisten gezählt, doch in der Forschung ist diese Einordnung, die von der Bestimmung des Begriffs Sophistik abhängt, umstritten.
Bekannt war Gorgias vor allem als Redner und Lehrer der Rhetorik. Für sein philosophisches Hauptwerk sind die Titel Über das Nichtseiende und Über die Natur überliefert. Hier vertritt er einen vielleicht nur als Parodie gemeinten radikalen Skeptizismus, dem zufolge nichts existiert und nichts erkannt werden kann. Die Überlieferungslage ist schlecht; die meisten Werke des Gorgias sind verloren gegangen. Vollständig erhalten sind die Reden Lobrede auf Helena und Verteidigung für Palamedes.
Bekannt ist der platonische Dialog Gorgias, in dem Gorgias als Gesprächspartner des Sokrates auftritt.

## Leben
Gorgias‘ Vater hieß Charmantides, sein Bruder war Arzt und hieß Herodikos. Er blieb unverheiratet und reiste viel. Auf seinen Reisen, die ihn unter anderem nach Athen, Olympia, Boiotien, Argos und Larisa führten, war er nicht nur als Gesandter seiner Heimatstadt unterwegs, sondern hielt auch öffentliche Reden und erteilte privaten Unterricht. Vor allem mit seinem Unterricht nahm er hohe Summen ein; in der im 2. Jahrhundert verfassten Reisebeschreibung des Pausanias erzählt dieser von einer goldenen Statue des Gorgias, die er in Delphi gesehen habe und die Gorgias selbst bezahlt habe. Im Jahr 427 v. Chr. sprach Gorgias als Führer einer Gesandtschaft vor den versammelten Bürgern Athens in der Ekklesia, um im Namen Leontinois um Kriegsunterstützung gegen Syrakus zu bitten. Seine Rede soll Bewunderung erregt haben.
Gorgias soll von dem Rhetoriker Teisias aus Syrakus und von Empedokles beeinflusst worden sein. Wie letzterer soll auch Gorgias purpurfarbene Roben nach priesterlicher Art getragen haben. Ein Schüler des Gorgias war wahrscheinlich Isokrates, auf dessen Grabtafel eine Szene dargestellt war, in der Gorgias ihn über ein astronomisches Sphärenmodell unterrichtet. Auch Polos von Akragas gilt als sein Schüler.
Bereits in der Antike wurde Gorgias als Sophist bezeichnet, von Flavius Philostratos sogar als Vater der sophistischen Kunst angesehen. Allerdings erscheint er bei Platon nicht als Sophist, sondern wird nur Lehrer der Tugend (aretḗ) genannt, andere bezeichnen ihn schlicht als Redner (rhḗtōr). Daher sehen ihn diejenigen Forscher, die den Begriff des Sophisten eng fassen, nicht als Sophisten an. Die Mehrheit allerdings betrachtet ihn als einen Hauptvertreter der Sophistik.

## Werke
Von den zahlreichen Schriften des Gorgias kennt man von elf den Titel, Bruchstücke des Inhalts oder den vollständigen Inhalt. Vollständig erhalten sind zwei Reden: die Lobrede auf Helena und die Verteidigungsrede für Palamedes. Die elf Schriften sind:

### Abhandlungen
- Über das Nichtseiende oder Über die Natur (Perì tou mḕ óntos ḕ Perì phýseōs). Bruchstücke dieser Schrift mit zwei verschiedenen Titeln sind in zwei antiken Berichten überliefert,[11] deren Quellen unbekannt sind. Der Originalwortlaut der Schrift des Gorgias ist wohl in beiden Berichten nicht wiedergegeben. Die Schrift entstand wahrscheinlich zwischen 444 v. Chr. und 441 v. Chr.
- Handwerk (Téchnē). Die Existenz dieser Schrift ist nicht sicher, wird aber allgemein angenommen. Gemeint ist das handwerkliche Rüstzeug des Redners.
- Begriffslexikon (Onomastikón). Über dieses Werk ist nichts bekannt, außer dass es Iulius Pollux in seinem eigenen Onomastikon in der Vorrede zum 9. Buch erwähnt.
- Ein frühes Werk über Optik. Die Existenz dieser Schrift wird aufgrund des Inhalts einiger Fragmente angenommen.

### Reden
- Leichenrede (Epitáphios). Die Rede ist wahrscheinlich zwischen 427 v. Chr. und 423 v. Chr. entstanden. Da es vermutlich nur athenischen Bürgern erlaubt war, öffentlich die jährliche Leichenrede für die gefallenen Athener vorzutragen, ist vermutet worden, dass es sich um eine Musterrede handelt. Eines der erhaltenen Zitate fordert die Einheit der Griechen gegen die sogenannten Barbaren (alle Nicht-Griechen). Was Gorgias an den Toten lobt, ist auf sein vermutetes Erziehungsprogramm übertragen worden. Schlagworte sind gottartige Tüchtigkeit, das Schickliche, das Gebotene, wo es geboten ist, das Nützliche, das Angemessene und die Sehnsucht. Auch finden sich Anklänge an den von vielen Sophisten vertretenen Gegensatz zwischen der ursprünglichen Natur und dem Gesetz des Staats, an das der Situation Angemessene und an den Vorrang des Nützlichen vor dem Gesetz.
- Olympische Rede (Olympikòs lógos). Diese nicht datierbare Rede hielt Gorgias während der Olympischen Spiele. Wieder ging es unter anderem um die Einheit der Griechen gegen die Barbaren, auch lobt Gorgias die Veranstalter (d. h. Sponsoren) der Festversammlungen.
- Rede bei den pythischen Spielen in Delphi (Pythikòs lógos). Diese Rede, von der nichts erhalten ist, hielt Gorgias während der nach den Olympischen Spielen zweiten großen panhellenischen Spiele, den pythischen Spielen.
- Lobrede auf die Bewohner von Elis (Enkṓmion es Ēleíous). Von dieser Rede ist nur der erste Satz bekannt: „Elis, eine glückliche Stadt.“
- Lobrede auf Achilles (Achilléōs enkṓmion). Ob es diese Rede wirklich gab, ist nicht sicher.
- Lobrede auf Helena (Enkṓmion eis Ēleíous). Diese mittlerweile allgemein als echt angesehene Rede, die in zwei verschiedenen Handschriften überliefert ist, hat Gorgias vermutlich im späten 5. Jahrhundert v. Chr. verfasst. Ihr Ziel ist zu zeigen, dass Helena Paris schuldlos nach Troja gefolgt sei. Möglicherweise handelt es sich um eine rhetorische Übungsschrift.
- Verteidigung für Palamedes (Ypèr Palamḗdous). Die in einer Handschrift vollständig erhaltene Rede soll Palamedes gegenüber seinem Gegenspieler Odysseus verteidigen, wozu Gorgias verschiedene rhetorische Techniken und logische Beweise (wie den apagogischen Beweis) anwendet.

## Lehre

### Erkenntnistheorie und Ontologie
Der bedeutendste Beitrag des Gorgias zur Philosophie ist die Schrift Über das Nichtseiende oder Über die Natur, die sich wahrscheinlich gegen die Ansichten über das Seiende von Melissos und Parmenides gerichtet hat. Gorgias vertritt dort erkenntnistheoretische und ontologische Positionen. Seine drei Hauptannahmen sind: erstens, dass weder das Seiende noch das Nichtseiende existiert; zweitens, dass, wenn das Seiende doch existiert, es für den Menschen nicht erkennbar ist; drittens, dass, wenn es doch erkennbar ist, diese Erkenntnis anderen Menschen nicht mitgeteilt werden kann. Die Schrift ist sehr unterschiedlich interpretiert worden. So wurde Gorgias als Vertreter eines radikalen Skeptizismus oder Nihilismus angesehen, dem zufolge nichts existiert und der die Möglichkeit von Erkenntnis überhaupt ausschließt. Andere Forscher sehen in den radikalen Thesen des Gorgias lediglich eine Kritik an der eleatischen Annahme eines absoluten Seins, die nicht ausschließt, dass Sinneswahrnehmungen möglich sind. Wieder andere können sich das ernsthafte Vertreten eines völligen Nihilismus nicht vorstellen und sehen in der Schrift eine rhetorische Parodie der Philosophie oder einzelner Philosophen.
In seinem Dialog Menon behandelt Platon kurz Gorgias’ Wahrnehmungstheorie, die laut Platon Annahmen des Empedokles übernimmt. Gorgias und Empedokles nahmen erstens Ausflüsse (aporroaí) an, die von allem was ist (vom wahrzunehmenden Objekt) ausgehen, die Formen (schḗmata), und zweitens Poren (póroi), durch die die Ausflüsse ins wahrnehmende Subjekt gelangen. Die ausfließenden Formen dürfen nicht zu groß oder zu klein sein, sondern müssen genau in die Poren passen. So passen verschiedene Formen in verschiedene Sinnesorgane. Manche werden mit den Augen, andere mit den Ohren und der Nase wahrgenommen.

### Rhetorik
Man nimmt an, dass Gorgias sowohl theoretischen wie praktischen Rhetorikunterricht gab. Er trug entscheidend zur Entwicklung einer rhetorischen Kunstprosa bei, indem er, um die Wirkung der Rede zu erhöhen, auch für sie in gewissen Grenzen eine poetische Ausdrucksweise forderte und die Anwendung bestimmter stilistischer Schmuckmittel („gorgianische Figuren“) verlangte.
Für die Kunstprosa stellte er formale Regeln auf: Für Sätze, die sich entsprechen sollten, forderte er inhaltlich und formal gleichgebaute (d. h. gleiche Silbenzahl), im Umfang einander genau entsprechende parallele Satzglieder (Isokolon), die nach Möglichkeit in gegensätzlicher Beziehung (als Antithese) zueinander stehen. Für den Schluss eines Satzes oder Abschnitts verlangte er bestimmte Rhythmen, die durch gleichen Lautausgang entstehen (Homoioteleuton). Außerdem sollten die Satzschlüsse (als Klauseln) rhythmisch gestaltet werden.
Wie es bei den Sophisten üblich war, verwendete er in seiner Argumentation paradoxe Wendungen und spitzfindige Argumente. Mit dieser neuen Art der Rhetorik fand er großen Anklang und wurde zu einem gefeierten Vorbild. Neben Prunk- und Festreden (u. a. die Leichenrede auf die im Peloponnesischen Krieg gefallenen Athener) verfasste er zu Unterrichtszwecken Musterdeklamationen.

## Ausgaben und Übersetzungen
- Thomas Buchheim (Hrsg.): Gorgias von Leontinoi: Reden, Fragmente und Testimonien. 2. Auflage, Meiner, Hamburg 2012, ISBN 978-3-7873-2278-7 (Text, Übersetzung und Kommentar)
- Francesco Donadi (Hrsg.): Gorgias: Helenae encomium. Petrus Bembus: Gorgiae Leontini in Helenam laudatio. De Gruyter, Berlin 2016, ISBN 978-3-11-031635-3 (kritische Edition).
- Jonas Schollmeyer: Gorgias’ „Lobrede auf Helena“: literaturgeschichtliche Untersuchungen und Kommentar (= Untersuchungen zur antiken Literatur und Geschichte. Band 143). De Gruyter, Berlin/Boston 2020, ISBN 978-3-11-064390-9 (Edition mit deutscher Übersetzung, ausführlicher Einleitung und wissenschaftlichem Kommentar).
- Gustav Adolf Seeck (Hrsg.): Die griechische Literatur in Text und Darstellung. Band 2: Klassische Periode I. Reclam, Stuttgart 1986, ISBN 3-15-008062-2, S. 358–371 (Lob der Helena, griechischer Text und deutsche Übersetzung)